# Georg Carl Lahusen

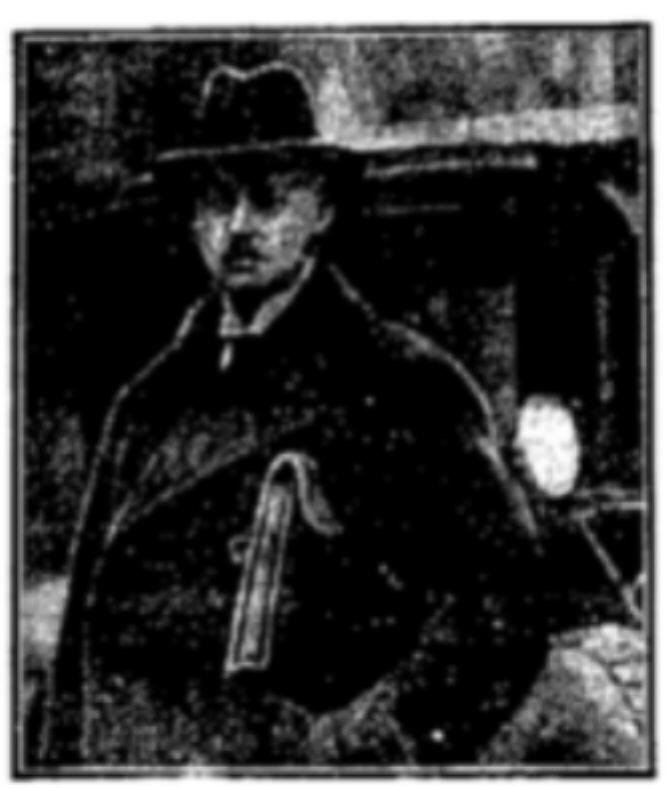
Georg Carl Lahusen

Christian Friedrich Georg Carl Lahusen (* 17. Juli 1888 in Delmenhorst; † 9. August 1973 in München) war ein norddeutscher Unternehmer, der 1921 die Leitung der Norddeutschen Wollkämmerei & Kammgarnspinnerei („Nordwolle“) von seinem verstorbenen Vater Carl Lahusen sen. übernahm, und diese zusammen mit seinen Brüdern Heinz Lahusen und Friedrich Lahusen in den Konkurs brachte.

## Leben

### Kindheit und frühe Jahre

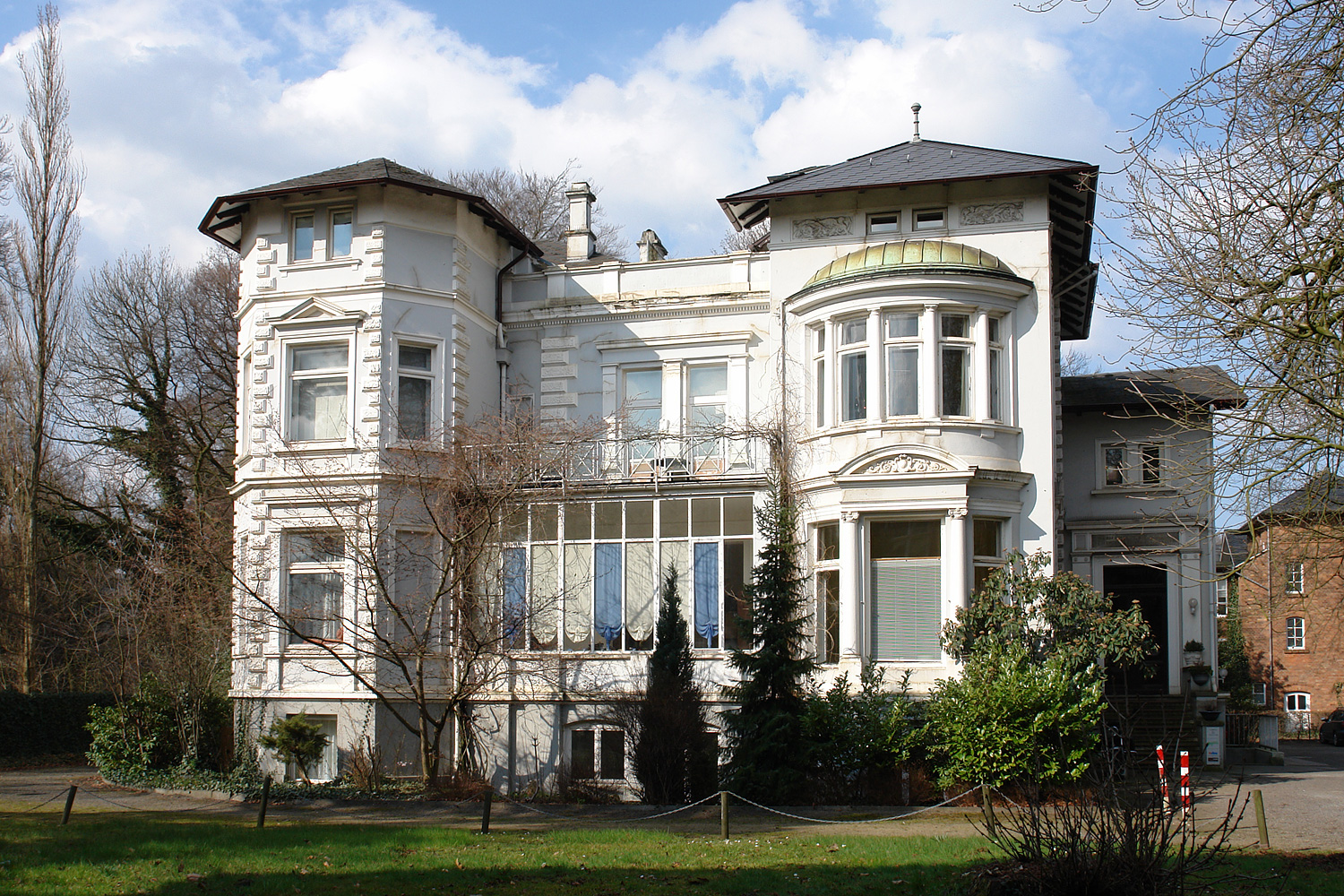
Lahusen-Villa in Delmenhorst

G. Carl Lahusen wurde auf dem neu errichteten Familienwohnsitz in Delmenhorst als ältester Sohn des Unternehmers Carl Lahusen sen. geboren. Seine Mutter Armine, Tochter des anglikanischen Pfarrers Duncan Mathias adliger Herkunft, stammte aus England.
Er wuchs mit seinen Geschwistern in der Lahusen-Villa am Rande des Nordwolle-Firmengeländes in Delmenhorst auf. Trotz der wohlhabenden Verhältnisse, was auf die enorme Vergrößerung des Wollbetriebes zurückzuführen war, galt der fromme Vater als sehr streng und die Mutter als sehr sparsam, „bis zum Geiz“, obwohl sie für wohltätige Zwecke äußerst großzügig war.
Die Erziehung erfolgte zunächst im Privatunterricht. Ab dem zwölften Lebensjahr besuchte Carl Lahusen das Alte Gymnasium in Bremen.
Aus dieser Zeit stammt die Anekdote, dass am Verwaltungsgebäude morgens ein weißes Taschentuch herausgehängt wurde, um damit dem Zugführer am Bahnhof Delmenhorst ein Zeichen zu geben, noch einen Moment auf die sich zum Schulbesuch in Bremen verspätenden Lahusenkinder zu warten.
Nach dem Abitur 1907 durchlief er als Lehrling alle Abteilungen des elterlichen Betriebes in der Delmenhorster Zentrale. Nach zweijähriger Lehrzeit arbeitete er als Angestellter im Büro. Zur weiteren Ausbildung folgten Auslandsaufenthalte in Argentinien und Australien. Mittlerweile Prokurist, wurde er 1914 als Kriegsfreiwilliger Soldat.
Nach dem Tod des Vaters übernahm Carl Lahusen 1921 die Leitung des Firmenkonzerns als Generaldirektor. 1921 heiratete er mit Louise Dorothee Kulenkampff das Mitglied einer weiteren einflussreichen Familie im Umkreis Bremens.

### Leben als Unternehmer
Im Jahr 1920 stieg G. Carl Lahusen nach dem Ersten Weltkrieg und Wiedereintritt in die Firma in den Vorstand der Nordwolle auf. Nachdem sein Vater 1921 starb und 1924 das Vorstandsmitglied Rodewald in den Aufsichtsrat wechselte, übernahm er den Vorsitz des Vorstandes der Nordwolle.
Lahusen wurde für das Jahr 1931 zum Präses der Handelskammer Bremen gewählt. Bereits einige Jahre zuvor war er kaufmännisches Mitglied der Stiftung Haus Seefahrt geworden, in der sich traditionell die Wirtschaftselite der Bremer Oberschicht exklusiv organisiert. Gemeinsam mit Johannes Daniel Volkmann war Lahusen Schaffer der hochangesehenen Schaffermahlzeit im Jahre 1928.
Bis Anfang der 1930er Jahre schaffte es Lahusen, die fallenden Wollpreise durch immer größere Anschaffungen, wie zum einen den enormen Ausbau der Fabrik, als auch den Kauf von Luxusgütern und Bau von Luxusimmobilien wie das Haus des Reichs oder das Herrenhaus Hohehorst zu vertuschen. Durch Bilanzverschleierung konnten für die Nordwolle Bankkredite und Staatshilfen in Millionenhöhe erlangt werden. Dabei spielten auch Familienbindungen eine Rolle. Der mit Wirtschaftsfragen befasste Bremer Senator Bömers war der Schwiegervater einer Schwester Lahusens. So gelang es G. Carl Lahusen, die Lahusens nach wie vor als angesehene Familie im Bremer Raum erscheinen zu lassen.
Zu dieser Zeit war G. Carl Lahusen auch Geschäftsführer der Hamburger Wollkämmerei GmbH, Aufsichtsratsmitglied der Elsflether Werft AG, der Darmstädter und Nationalbank KGaA (Danat-Bank) und des Norddeutschen Lloyd.
1931 geriet die Nordwolle in die Insolvenz. Am 17. Juni des Jahres trat Lahusen vom Amt als Vorstandsvorsitzender zurück. Einen Monat später wurde er unter dem Verdacht des Konkursvergehens verhaftet und im Dezember 1931 gegen Stellung einer Kaution in Höhe von 1 Million Reichsmark entlassen. Die Angaben über die Verluste schwanken zwischen 180 und 240 Mio. Reichsmark. Sie kosteten die Danat-Bank und das private Bankhaus Schröder ihre Existenz. Der hochverschuldete bremische Staat geriet an den Rand der Zahlungsunfähigkeit. Der Konkurs hatte Einfluss auf die nationale und internationale Wirtschaftskrise.
G. Carl Lahusen musste mit seinem Privatvermögen haften. So wurde sein Großgrundbesitz in Löhnhorst, das Herrenhaus Hohehorst mit ungefähr 1000 Hektar Gutsfläche, und Ostprignitz, das Rittergut Fretzdorf mit etwa 24.000 Morgen, zwangsversteigert.
Lahusen wurde wegen Bilanzfälschung und persönlicher Bereicherung angeklagt und inhaftiert. Die Reichsregierung und der Reichspräsident, vertreten durch Staatssekretär Meissner, sahen 1931 keine Veranlassung, Hilfsmaßnahmen durch eine Notverordnung (analog der Verordnung für die Danat-Bank) vorzunehmen.
Der Prozess verschleppte sich zunächst. Nach der Machtergreifung der Nationalsozialisten wurde Lahusen 1933 in „Schutzhaft“ genommen und musste sich mit seinem Bruder Heinz dem Strafprozess wegen „Konkursverbrechen, Bilanzverschleierung, Untreue und Kreditbetrug“ stellen. Am 29. Dezember 1933 wurde er zu einer Geldstrafe von 50.000 Reichsmark und fünf Jahren Freiheitsstrafe verurteilt. In den Verhandlungen wurde deutlich, dass sich Lahusen nicht als erster Angestellter einer Aktiengesellschaft verstand. Vielmehr hielt er sich für einen industriellen Unternehmer, der einen Familienbesitz verwaltet. Der Reichstagsabgeordnete Alfred Faust – später Pressechef in Bremen – bezeichnete Lahusen als „typischen Vertreter der Nachkriegsgeneration der Großkapitalisten, die durch Zufall oder Erbschaft an die Spitze eines Unternehmens gestellt werden, denen aber das nötige Verantwortungsgefühl und Können fehlt“.
Die Revision vor dem Reichsgericht wurde 1934 zurückgewiesen. Das Urteil war wegen seiner politischen Begleitumstände umstritten.
Die Nordwolle wurde auf Beschluss der Gläubigerversammlung seit 1932 als Norddeutsche Woll- und Kammgarnindustrie AG (NWK) weitergeführt.
Über das weitere Leben von Lahusen finden sich keine Berichte, sein Name ist in der Mitgliederliste des Buches von Karl Heinz Schwebel über Haus Seefahrt von 1946 nicht verzeichnet.